# Sangoma
En sangoma är en utövare av Ngoma, en filosofi baserad på en tro om förfädernas andar (Zulu: amadlozi), samt utövare av traditionell afrikansk medicin. En sangoma utför en form av healing genom att använda Ngunikulturens övertygelse, inebärande att förfäder i livet efter detta guidar och skyddar de levande. Sangomas menar sig kunna läka, man tror att genom dem kan förfäder från andevärlden ge instruktioner och råd för att bota sjukdomar, sociala problem samt andliga svårigheter. Traditionella healers arbetar i en helig helande hydda eller ndumba, där de tror att deras förfäder bor.
En sangoma anser sig ha tillgång till råd och vägledning från förfäderna för sina patienter genom hjälp av en förfader, kanalisering, kasta ben, eller genom att tolka drömmar.  I besatt tillstånd arbetar sig Sangoman in i trans genom trummor, dans och sång, sedan låter de sitt ego stiga åt sidan för att låta en förfader ta över hans eller hennes kropp och kommunicerar direkt med patienten, vilket ger specifik information om de problem som patienten har. Det kan vara dramatiskt eftersom Sangoman kan mumla eller tala främmande språk beroende på den specifika förfadern, sangoman kan även dansa okontrollerat utanför deras angivna förmåga.
Förfädernas andar kan vara personliga förfäder till Sangoman, till patienten, eller de kan vara generella förfäder i samband med det geografiska område eller samhället. Det är dock troligt att andarna har makt att ingripa i människors liv som arbetar för att ansluta Sangoman till andarna som agerar på ett sätt som orsaka lidande..  Till exempel kan en krabba åberopas som medlare mellan den mänskliga världen och andevärlden på grund av dess förmåga att röra sig mellan världen av mark och havet. Att hjälpa och skada sprit tros använda den mänskliga kroppen som ett slagfält för sina egna konflikter. Genom att använda Ngoma kan Sangoma skapa harmoni mellan andar, vilket resulterar i att lindra patientens lidande.
Sangoman använder ibland rökelse (som Imphepho) eller offra djur för att behaga förfädernas andar. Snus används också för att kommunicera med förfäder genom bön.